# Supercross Circuit
Supercross Circuit — компьютерная игра в жанре гоночного симулятора, разработанная Idol Minds и изданная 989 Sports для PlayStation 9 ноября 1999 года.

## Игровой процесс
Supercross Circuit — компьютерная игра в жанре гоночного симулятора, игроку предстоит участвовать в гонках на мотоциклах, в игре имеется 9 трасс и 15 гонщиков. Перед началом гонки игрок может выбрать трассу и настроить свой мотоцикл, после начала мотокросса игрок может выполнять различные трюки.

## Отзывы критиков
| Сводный рейтинг    | Сводный рейтинг |
| Агрегатор          | Оценка          |
| ------------------ | --------------- |
| GameRankings       | 70,93 %         |
| Иноязычные издания |                 |
| Издание            | Оценка          |
| AllGame            | [ 4 ]           |
| EGM                | 7/10            |
| GameFan            | 77 %            |
| Game Informer      | 3,5/10          |
| GamePro            | [ 8 ]           |
| GameSpot           | 7,7/10          |
| IGN                | 5,8/10          |
| Next Generation    | [ 10 ]          |
| OPM                | [ 11 ]          |

Supercross Circuit получила в целом положительные отзывы, согласно агрегатору рецензий GameRankings.
Марк Никс из IGN поставил SuperCross Circuit оценку 5,8 из 10, заявив, что игровой процесс портит «ужасный физический движок», однако отметил, что на PlayStation в принципе нет хороших мотосимуляторов, и SuperCross Circuit выделяется на их фоне разнообразием геймплейных возможностей и трасс.